# Adrian Ropotan
Adrian Ropotan (Galați, 8 maggio 1986) è un ex calciatore rumeno, di ruolo centrocampista.

## Palmarès

### Club

#### Competizioni nazionali
- Campionato rumeno: 1

Dinamo Bucarest: 2006-2007